# Zamek Dungarvan
Zamek Dungarvan (ang. Castle Dungarvan, irl. Caisleán Dhún Garbhán) – zamek położony jest w Dungarvan w (hrabstwie Waterford) w Irlandii.

## Historia
Zbudowany w XII wieku przez Thomasa Anthony'ego, konstabla króla Anglii Jana bez Ziemi.
Położony w strategicznym miejscu przy ujściu rzeki Colligan do morza Celtyckiego, gdzie statki mogły być zakotwiczone, a żołnierze mogli zejść na brzeg wąskim pasem ziemi na południe od gór Comeragh.
W XVII wieku do zamku dobudowano koszary w których aktualnie mieści się muzeum.